# Cryptoclididae
I criptoclididi (Cryptoclididae) sono una famiglia di rettili marini estinti, appartenenti ai plesiosauri. Vissero tra il Giurassico medio e il Cretaceo inferiore.

## Descrizione
Questi plesiosauri possedevano colli molto lunghi (con 29 - 42 vertebre cervicali) e crani corti e larghi specializzati per la predazione di piccole prede a corpo molle (crostacei, piccoli pesci, molluschi cefalopodi); le mascelle possedevano una fitta serie di denti sottili leggermente ricurvi, che si intersecavano fra loro, e che andavano a formare una sorta di trappola quando la bocca era chiusa.
Le vertebre cervicali erano piuttosto corte, al contrario di quelle degli elasmosauridi (altri plesiosauri dal collo lungo tipici del Cretaceo). Come tutti i plesiosauri, i criptoclididi possedevano un corpo compatto e relativamente appiattito, una coda corta e quattro arti trasformati in strutture simili a pinne.

## Classificazione
La famiglia Cryptoclididae venne definita per la prima volta da Williston nel 1925, per accogliere Cryptoclidus e i suoi più stretti parenti. I criptoclididi rappresentarono la principale radiazione evolutiva di plesiosauri a collo lungo del Giurassico medio e superiore: lunghi mediamente 3 - 6 metri, essi erano predatori di medie dimensioni, molto più piccoli dei successivi elasmosauri e dei contemporanei pliosauri dal collo corto.
I criptoclididi sono noti grazie ad alcune forme del Giurassico medio inglese già specializzate (ad esempio Cryptoclidus, Picrocleidus, Tricleidus e Muraenosaurus); altre forme non ben definite del Giurassico medio attribuite a criptoclididi sono note in Argentina. Nel Giurassico superiore si diffusero su larga scala: i fossili sono noti in Inghilterra (Kimmerosaurus, Colymbosaurus), nelle Svalbard (Djupedalia, Spitrasaurus, Colymbosaurus, Ophthalmothule), a Cuba (Vinialesaurus) e in Nordamerica (Pantosaurus, Tatenectes). Nel Cretaceo inferiore i criptoclididi subirono una drastica riduzione; gli ultimi fossili attribuiti a questa famiglia provengono dalla Russia (Abyssosaurus).
Alcuni plesiosauri del Cretaceo superiore (Aristonectes, Kaiwhekea) possiedono larghe mascelle e denti sottili adatti a filtrare, e sono stati variamente classificati come criptoclididi sopravvissuti. In ogni caso, non tutti i ricercatori concordano: uno studio di Benson e Druckenmiller (2013) indica che Aristonectes e Kaiwhekea erano elasmosauridi specializzati, affini a Futabasaurus.